# Alfred Götzl (Mediziner)
Alfred Götzl (* 1. Dezember 1873 in Wien, Österreich; † 21. Januar 1946 in San Francisco, Kalifornien) war ein österreichischer Hochschullehrer für Innere Medizin an der Medizinischen Fakultät der Universität Wien, Sozialmediziner, sowie Chefarzt der Tuberkulosefürsorge der Stadt Wien.

## Leben
Die Eltern von Alfred Götzl waren der aus Böhmen (Jungbunzlau) stammende Salomon Götzl (1827–1891) jüdischen Glaubens und dessen Ehefrau Marie Schüssler (1839–1932). Er war das fünfte und jüngste Kind. Alfred Götzl studierte Medizin an der Universität Wien, die medizinische Promotion erfolgte im Jahr 1898. Anschließend war er bis 1903 Assistent bei Leopold Schrötter von Kristelli (1837–1908) an der Lungen-Heilanstalt Alland in Niederösterreich. Götzl wurde noch vor dem Ersten Weltkrieg Mitarbeiter des Sozialmediziners Ludwig Teleky (1872–1957), der die „Wiener sozialmedizinische Schule“ entwickelte. Eine erste gemeinsame sozialmedizinische Studie mit Ludwig Teleky entstand im Jahr 1905 und beschäftigte sich mit den Perlmutterdrechslergehilfen und Kohleabladern der k.k. Kaiser Ferdinand Nordbahngesellschaft. Alfred Götzl wandte sich nun vermehrt der Tuberkuloseforschung zu. Noch im Jahr 1867 verstarben ein Viertel der Wiener Bevölkerung an der Tuberkulose, weshalb diese Krankheit auch die „Wiener Krankheit“ genannt wurde. Götzl prangerte die schlechte Ernährungssituation und desolate Wohnsituation der Bevölkerung als Ursachen an und forderte einen Ausbau der öffentlichen Gesundheitspflege. Er erarbeitete, in Fortführung der Arbeiten von Ludwig Teleky und Anton Löw (1847–1907), ein umfassendes Fürsorgekonzept für die Stadt Wien, das dezentrale TBC-Fürsorgestellen vorsah. Auch forderte er die Ausbildung von so genannten Fürsorgeschwestern. Noch im Januar 1917 wurden diese Fürsorgestellen vom Sanitätsdepartement des Ministeriums des Inneren festgeschrieben, da während des Ersten Weltkriegs die Anzahl der Tuberkulosekranken in Wien erneut nach oben schnellte. Die Fürsorgeschwestern wurden in staatlichen Krankenpflegeschulen ausgebildet. Nach der Bestellung des Sozialmediziners Julius Tandler (1869–1936) zum Stadtrat für das Wohlfahrts- und Gesundheitswesen, wurde im Jahr 1920 Alfred Götzl zum Chefarzt der Tuberkulosefürsorge der Stadt Wien ernannt. 1926 erfolgte die Habilitation Götzls und er wurde zum Dozenten im Fach Innere Medizin mit Schwerpunkt Tuberkuloseforschung an die Medizinische Fakultät der Universität Wien berufen. Im Jahr 1929 gab es bereits 12 der geforderten dezentralen Fürsorgestellen. Auch die Neubeschaffung von saniertem Wohnraum wurde in die Wege geleitet. Nach dem „Anschluss Österreichs“ an das nationalsozialistische Deutsche Reich wurde Alfred Götzl 1938 von allen Ämtern enthoben. Gemeinsam mit seiner Ehefrau Paula und den Kindern Johanna und Franz Rudolf gelang die Flucht in die USA. Alfred Götzl unterrichtete an der „University of California School of Medicine“ in San Francisco. Hier verstarb er im Jahr 1946.

### Schwester und Schwager Lucie und James Neumann
Der Schwager von Alfred Götzl, der Mediziner James Benjamin Neumann (1863–1941), war Chefarztstellvertreter der Krankenkasse der Gemeinde Wien. Er beschäftigte sich ebenfalls mit der Tuberkulosebekämpfung. Nach dem Berufsverbot für jüdische Ärzte arbeitete er in der Wiener Ärzteberatung in der „Auswanderungsabteilung“ mit. Ihm und seiner Ehefrau gelang die Auswanderung nicht mehr rechtzeitig. James Neumann beging am 21. Februar 1941 mit seiner Ehefrau Lucie Neumann, der Schwester von Alfred Götzl, in Wien Selbstmord.

### Engagement für die Krankenpflege
Götzl forderte eindringlich, im Bereich der Ausbildung und Qualifizierung des Pflegeberufs Nachbesserungen vorzunehmen. Der „Verein Wiener Settlement“, der 1901 im Wiener Arbeiterbezirk Ottakring gegründet worden war und unter dem Vorsitz von Marie Lang (1858–1934) und der Feministin und Sozialarbeiterin Else Federn (1874–1946) stand, widmete sich der Bildungsarbeit sowie der Kinder- und Jugendfürsorge. Else Federn war die Tochter des Wiener Arztes Josef Salomon Federn. Marie Lang und Else Federn bestärkten Götzl, neben einer Ausbildungsoffensive auch eine Aufwertung der Pflegeberufes herstellen zu wollen, sowie eine enge Zusammenarbeit zwischen ärztlichen Personal und pflegerischen Pflegepersonal einzufordern. So kam es im April 1919 auf der Tuberkulosetagung in Wien zu einem Vortrag von Götzl einerseits und der im Verein Settlement arbeitenden Fürsorgeschwester Lotte Beichler andererseits. Beichler skizzierte die Problemstellungen aus Sicht des Pflegepersonals und berichtete von ihren Erfahrungen einer Studienreise nach Deutschland zu vergleichbaren modernen Tuberkulosefürsorgeorganisationen.

## Werke (Auswahl)
- Götzl, Alfred und Ludwig Teleky: Die Kohlenablader der k.k. priv. Kaiser Ferdinand-Nordbahngesellschaft. Eine sozialmedizinische Studie aufgrund von gemeinsam mit Dr. Alfred Bass vorgenommenen Untersuchung. In: Archiv für soziale Medizin und Hygiene. (1) 1905, S. 193 f.
- Götzl, Alfred und Ludwig Teleky: Die Gesundheitsverhältnisse der Wiener Perlmutterdrechsler. In: Allgemeine Wiener medizinische Zeitung, 25. Oktober 1910, S. 470 f.
- Götzl, Alfred: Die Behandlung der Lungentuberkulose. In: Arbeiter Zeitung, 19. Juli 1924, S. 11.
- Götzl, Alfred: Das Schicksal der Kinder aus offentuberkulösen Familien. Sonderabdruck aus der Wiener klinischen Wochenschrift, Nr. 23. 1928.
- Götzl, Alfred: Zur Entwicklung der Tuberkulosefürsorge in Österreich. Rückblick und Aussichten. In: Mitteilungen des Volksgesundheitsamtes 1935, S. 106 f.
- Götzl, Alfred und Ralph Arthur Reynolds: Julius Tandler: a biography, San Francisco, 1944.